# Zygodon orientalis
Zygodon orientalis là một loài Rêu trong họ Orthotrichaceae. Loài này được (Dixon) Goffinet mô tả khoa học đầu tiên năm 2004.